# Société royale Union Verviers
Ne pas confondre avec le RCS Verviers, un autre club verviétois de football.
Pour les articles homonymes, voir Société royale.
Maillots
Dernière mise à jour : 3 janvier 2013.
La Société royale Union Verviers  fut un club belge de football localisé à Verviers. Surnommé longtemps « le Skill » (d'après son ancien nom, Skill Racing Union Verviers), le club portait le matricule 34.
Le club évoluait en bleu et blanc. Le club était le grand rival du RCS Verviétois, club situé dans la même ville.
Ce club disputa 38 saisons en séries nationales, dont 5 en Division 2.

## Le Club
- 1907 : fondation sous l'appellation SKILL VERVIERS et affiliation à l'Union Belge des Sociétés de Sports Athlétiques (UBSSA - future URBSFA).
- 1918 : fusion avec le RACING CLUB DE LAMBERMONT pour devenir le SKILL RACING UNION.
- 1923 : SKILL RACING UNION accède pour la première fois aux séries nationales. La première aventure ne dure qu'une seule saison.
- 1926 : en décembre, le SKILL RACING UNION se voit attribuer le matricule 34.
- 1932 : changement d'appellation pour devenir le SKILL RACING UNION VERVIERS (ou SRU Verviers). Le club est reconnu "Société royale" la même année mais cela n'apparaît pas dans son appellation (SRU Verviers SR). Début de la confusion avec la dénomination "Société royale Union Verviers" qui n'est pas officielle à cette époque.
- 1953 : champion en Promotion (promotion) et montée en Division 3
- 1954 : champion en Division 3 et montée en Division 2
- 1956 : fondation de FOOTBALL CLUB ENSIVAL qui s'affilia à l'URBSFA le 25/07/1956 et se voit attribuer le matricule 5933.
- 1991 : 01/07/1991, SKILL RACING UNION VERVIERS (SR) (34) fusionne avec FOOTBALL CLUB ENSIVAL (5932) pour former la ROYALE UNION VERVIERS ENSIVAL (34), familièrement abrégé "RUVE".
- 2001 : ROYALE UNION VERVIERS ENSIVAL (34) fait faillite. Le matricule 34 est racheté par André Bonboire (Président). Le club retourne en quatrième provinciale et change son appellation. Il devient SOCIETE ROYALE UNION VERVIERS (34).
- 2010 : Début du printemps,un courrier officiel du club parvient à l'Administration Communale de Verviers annonçant l'arrêt des activités du club plus que centenaire. Si la déception est présente, aucune tentative de sauvetage n'est lancée.
- 2010 : 25/04/2010, l'équipe première dispute son dernier match de l'histoire[2] à domicile (Jonckeu) face à Baelen (P4, série G)[3].
- 2010 : 08/09/2010, SOCIETE ROYALE UNION VERVIERS (34) est officiellement démissionné de l'URBSFA. Le matricule 34 disparaît.

## Tristesse, Regrets, Impuissance
La disparition du matricule 34 ne provoque pas un tollé mémorable mais malgré tout nombre de personnes s'étonnent et regrettent la non-réaction des autorités communales en 2010. Pour preuve la lettre ci-dessous d'une conseillère communale de l'opposition :
Monsieur l'Echevin des sports,
La SRU Verviers, club de football emblématique de notre région, a officiellement annoncé le mois passé qu'elle mettra la clé sous le paillasson à la fin de cette saison.
La SRU Verviers a plus de 100 ans. Son histoire et sa légendaire rivalité avec le RCSV font indéniablement partie du patrimoine footballistique de notre région. Je m'étonne donc aujourd'hui de l'indifférence manifestée par le collège à l'égard de la disparition de ce monument du football verviétois. Mais, soyons francs, doit-on réellement s'en étonner ? La politique sportive menée par la ville est, en effet, à l'image de sa politique dans les autres domaines : une politique du prestige. En laissant mourir ce club, vous nous prouvez une fois de plus que votre intérêt ne se porte qu'aux élites.
Allez-vous nous soutenir que vous ne disposez pas des moyens financiers pour sauver un club de 4e provinciale, alors que vous êtes capables de dégager des montants exorbitants pour payer un consultant ou construire une tribune V.I.P ? « V.I.P » ; le mot est lancé... Il résume presque à lui seul la politique sportive menée à Verviers.
La SRU avait déjà énormément souffert de son déménagement imposé au Jonckeu, en 2002. Aujourd'hui, c'est un des anciens fleurons de notre football local qui disparaît et vous en portez en partie la responsabilité, de par votre habitude à ne privilégier que l'élite sportive. De sorte qu'il ne reste rien, pas grand-chose, ou visiblement pas assez pour les petits clubs, pour le football populaire, familial, qui rassemble chaque week-end des jeunes et leurs familles au bord des terrains.
Nous estimons qu'il y avait pourtant place pour une plus grande diversité footballistique à Verviers. Espérons que la Ville tirera les leçons de ce véritable échec et que, à l'avenir, elle se montrera plus attentive aux besoins des clubs qui ont fait l'histoire de notre cité.
(sé) Pauline Dumoulin, Conseillère Ecolo
Explications : cette lettre ouverte, même si elle contient quelques "mises au point politiques", est fort intéressante car elle démontre à suffisance l'ambiguïté et les difficultés rencontrées, en Belgique, par les autorités concernées dans le choix et l'orientation de leur politique sportive. Chaque entité ou presque connaît des situations similaires. Comme elle est assez récente, cette prise de position est mise en ligne dans cette encyclopédie, afin d'illustrer un contexte qui n'est vraiment pas des plus faciles. Il nous paraît bon de souligner que l'appartenance politique des édiles impliqués dans cet exemple est secondaire, car en d'autres lieux, d'autres obédiences politiques sont placées devant des situations quasi identiques. La majorité de l'opinion publique belge et les médias s'accordent à penser et à dire que si la problématique est particulière et difficile, les solutions proposées et/ou adoptées finalement, si elles sont presque toujours de bonne foi, manquent trop souvent d'audace, de pertinence ou de clairvoyance.
Le courrier évoqué ci-dessus fut publié sur le site web de la section du parti Ecolo de Verviers le 26 avril 2010. (⇒ Voir website concerné)

## Terrains et Stades
Si le club termine son existence au stade « Le Jonckeu » à Polleur, il a écrit ses plus grandes pages en deux autres endroits, bien plus mythiques. D'abord rue Simon Lobet à Verviers où un est érigé stade appelé « stade Albert ». Il est inauguré le 18 août 1934. Le stade initial et ses tribunes disparaissent pour laisser, entre autres, la place à une plaine de Jeux pour enfants. Sur un site voisin est construit le « stade de Bielmont », entre la rue Lobet et l'avenue Élisabeth. Ce stade est inauguré en 1976.

## Résultats dans les divisions nationales
Statistiques clôturées, club disparu

### Palmarès
- 1 fois champion de Belgique de Division 3 en 1954.
- 1 fois champion de Belgique de Promotion en 1953.

### Bilan
| Niv | Divisions     | Jouées | Titres | TM Up | TM Down |
| --- | ------------- | ------ | ------ | ----- | ------- |
| I   | 1re nationale | 0      | 0      |       |         |
| II  | 2e nationale  | 5      | 0      |       |         |
| III | 3e nationale  | 9      | 1      |       |         |
| IV  | 4e nationale  | 24     | 1      |       |         |
| V   | 5e nationale  | 0      | 0      |       |         |
|     |               |        |        |       |         |
|     | TOTAUX        | 38     | 2      | 0     | 0       |

- TM Up : test-match pour départager des égalités, ou toutes formes de Barrages ou de Tour final pour une montée éventuelle.
- TM Down : test-match pour départager des égalités, ou toutes formes de Barrages ou de Tour final pour le maintien.

### Classements
| Ordre               | Saison  | Nom du club                                            | Niveau                                                 | Classement final                                       | Remarques                                              |
| ------------------- | ------- | ------------------------------------------------------ | ------------------------------------------------------ | ------------------------------------------------------ | ------------------------------------------------------ |
| 1                   | 1923-24 | SRU Verviers                                           | Promotion (D2) série A                                 | 12e/14                                                 | Relégué!                                               |
| séries provinciales |         |                                                        |                                                        |                                                        |                                                        |
| 2                   | 1925-26 | SRU Verviers                                           | Promotion (D2) série A                                 | 7e/14                                                  |                                                        |
| 3                   | 1926-27 | SRU Verviers                                           | Division 1 (D2)                                        | 14e/14                                                 | Relégué!                                               |
| 4                   | 1927-28 | SRU Verviers                                           | Promotion (D3) série C                                 | 12e/14                                                 | Relégué!                                               |
| séries provinciales |         |                                                        |                                                        |                                                        |                                                        |
| 5                   | 1931-32 | SRU Verviers                                           | Promotion (D3) série D                                 | 4e/14                                                  |                                                        |
| 6                   | 1932-33 | SRU Verviers                                           | Promotion (D3) série D                                 | 14e/14                                                 | Relégué!                                               |
| séries provinciales |         |                                                        |                                                        |                                                        |                                                        |
| 7                   | 1938-39 | SRU Verviers                                           | Promotion (D3) série A                                 | 9e/14                                                  |                                                        |
|                     | 1939-41 | Compétitions interrompues                              | Compétitions interrompues                              | Compétitions interrompues                              | Compétitions interrompues                              |
| 8                   | 1941-42 | SRU Verviers                                           | Promotion (D3) série D                                 | 12e/14                                                 |                                                        |
| 9                   | 1942-43 | SRU Verviers                                           | Promotion (D3) série A                                 | 14e/16                                                 | Relégué!                                               |
| séries provinciales |         |                                                        |                                                        |                                                        |                                                        |
|                     | 1944-45 | Compétitions interrompues                              | Compétitions interrompues                              | Compétitions interrompues                              | Compétitions interrompues                              |
| 10                  | 1945-46 | SRU Verviers                                           | Promotion (D3) série A                                 | 15e/18                                                 | Relégué!                                               |
| séries provinciales |         |                                                        |                                                        |                                                        |                                                        |
| 11                  | 1952-53 | SRU Verviers                                           | Promotion série C                                      | 1er/16                                                 | Champion et promu!                                     |
| 12                  | 1953-54 | SRU Verviers                                           | Division 3 série B                                     | 1er/16                                                 | Champion et promu!                                     |
| 13                  | 1954-55 | SRU Verviers                                           | Division 2                                             | 13e/16                                                 |                                                        |
| 14                  | 1955-56 | SRU Verviers                                           | Division 2                                             | 15e/16                                                 | Relégué!                                               |
| 15                  | 1956-57 | SRU Verviers                                           | Division 3 série A                                     | 15e/16                                                 | Relégué!                                               |
| 16                  | 1957-58 | SRU Verviers                                           | Promotion série C                                      | 10e/16                                                 |                                                        |
| 17                  | 1958-59 | SRU Verviers                                           | Promotion série D                                      | 13e/16                                                 |                                                        |
| 18                  | 1959-60 | SRU Verviers                                           | Promotion série B                                      | 9e/16                                                  |                                                        |
| 19                  | 1960-61 | SRU Verviers                                           | Promotion série B                                      | 4e/16                                                  |                                                        |
| 20                  | 1961-62 | SRU Verviers                                           | Promotion série C                                      | 15e/16                                                 | Relégué!                                               |
| séries provinciales |         |                                                        |                                                        |                                                        |                                                        |
| 21                  | 1963-64 | SRU Verviers                                           | Promotion série C                                      | 13e/16                                                 |                                                        |
| 22                  | 1964-65 | SRU Verviers                                           | Promotion série A                                      | 11e/16                                                 |                                                        |
| 23                  | 1965-66 | SRU Verviers                                           | Promotion série B                                      | 14e/16                                                 | Relégué!                                               |
| séries provinciales |         |                                                        |                                                        |                                                        |                                                        |
| 24                  | 1970-71 | SRU Verviers                                           | Promotion série A                                      | 13e/16                                                 |                                                        |
| 25                  | 1971-72 | SRU Verviers                                           | Promotion série B                                      | 13e/16                                                 |                                                        |
| 26                  | 1972-73 | SRU Verviers                                           | Promotion série A                                      | 7e/16                                                  |                                                        |
| 27                  | 1973-74 | SRU Verviers                                           | Promotion série B                                      | 14e/16                                                 | Relégué!                                               |
| séries provinciales |         |                                                        |                                                        |                                                        |                                                        |
| 28                  | 1980-81 | SRU Verviers                                           | Promotion série D                                      | 13e/16                                                 |                                                        |
| 29                  | 1981-82 | SRU Verviers                                           | Promotion série D                                      | 15e/16                                                 | Relégué!                                               |
| séries provinciales |         |                                                        |                                                        |                                                        |                                                        |
| 30                  | 1983-84 | SRU Verviers                                           | Promotion série C                                      | 9e/16                                                  |                                                        |
| 31                  | 1984-85 | SRU Verviers                                           | Promotion série C                                      | 12e/16                                                 |                                                        |
| 32                  | 1985-86 | SRU Verviers                                           | Promotion série D                                      | 7e/16                                                  |                                                        |
| 33                  | 1986-87 | SRU Verviers                                           | Promotion série D                                      | 14e/16                                                 | Relégué!                                               |
| séries provinciales |         |                                                        |                                                        |                                                        |                                                        |
| 34                  | 1988-89 | SRU Verviers                                           | Promotion série C                                      | 10e/16                                                 |                                                        |
| 35                  | 1989-90 | SRU Verviers                                           | Promotion série C                                      | 9e/16                                                  |                                                        |
| 36                  | 1990-91 | SRU Verviers                                           | Promotion série D                                      | 9e/16                                                  |                                                        |
| 37                  | 1991-92 | R.U.V.E.                                               | Promotion série D                                      | 13e/16                                                 |                                                        |
| 38                  | 1992-93 | R.U.V.E.                                               | Promotion série D                                      | 14e/16                                                 | Relégué!                                               |
| séries provinciales |         |                                                        |                                                        |                                                        |                                                        |
| X                   | 2010    | Arrêt des activités du club, le matricule 34 est radié | Arrêt des activités du club, le matricule 34 est radié | Arrêt des activités du club, le matricule 34 est radié | Arrêt des activités du club, le matricule 34 est radié |

### Sources et liens externes
- (nl) « Fiche de l'équipe », sur Belgian Soccer Database (SRU Verviers)
- (nl) « Fiche de l'équipe », sur Belgian Soccer Database (R.U.V.E.)
- Site d'information sur le football lLiègeois
- Ancien site officiel du club, aujourd'hui fermé